# Deliverance (Album)
Deliverance ist das sechste Studioalbum der schwedischen Metal-Band Opeth. Es erschien im Jahr 2002 bei Music for Nations.

## Entstehung und Veröffentlichung
Nach dem Erscheinen von Blackwater Park tourten Opeth in Nordamerika und in Europa. Anschließend begann Mikael Åkerfeldt neues, sehr verschiedenartiges Material zu schreiben. Jonas Renkse von Katatonia kam auf die Idee, die unterschiedlichen Stücke auf zwei gegensätzlichen Alben zu veröffentlichen. Music for Nations konnte nur davon überzeugt werden, da die Band einverstanden war, beide Alben bezüglich der Modalitäten ihres Plattenvertrages und der finanziellen Unterstützung durch die Plattenfirma als ein einziges zu behandeln.
Deliverance und der Nachfolger Damnation wurden zeitgleich im Sommer 2002 aufgenommen. Die Band und Steven Wilson, der auch als Gastmusiker (Gesang, Gitarre, Mellotron) beteiligt war, produzierten Deliverance, Andy Sneap mischte und masterte das Album. Travis Smith war erneut für das Artwork mitverantwortlich. Sony Music legte das Album 2006 neu auf, es erschienen auch diverse LP-Auflagen. Deliverance und Damnation erschienen 2015 zusammen in einer 2CD/2DVD- oder 3LP-Box mit neuen Abmischungen von Steven Wilson und Bruce Soord sowie neuem Artwork von Travis Smith.

## Titelliste
1. Wreath – 11:11
2. Deliverance – 13:36
3. A Fair Judgement – 10:23
4. For Absent Friends – 2:17
5. Master’s Apprentices – 10:32
6. By the Pain I See in Others – 13:50

## Stil
Deliverance knüpft an den Vorgänger Blackwater Park an. Death Metal wird also mit Progressive-Rock- und Metal-Einflüssen vermengt; von Passagen mit aggressivem Schlagzeug, harten Riffs und gutturalem Gesang über eingängige Soli und spielerische Einschübe mit psychedelischem Flair hin zu einfühlsamen akustischen Passagen mit klarem Gesang decken Opeth wieder ihre gesamte stilistische Bandbreite auch innerhalb der einzelnen – langen und komplexen – Stücke ab. Die Dynamikwechsel erfolgen dabei entweder durch überraschende Breaks oder durch fließende Übergänge.

## Rezeption
Auch dieses Album wurde von der Presse wieder positiv aufgenommen. Henning Mangold von den Babyblauen Seiten findet Deliverance zwar bisweilen etwas berechnend und kalt, dennoch kann er sich „der Anziehungskraft dieses Albums unmöglich entziehen“. Eduardo Rivadavia von Allmusic bezeichnet das Album als „gewaltige Vision einer unglaublichen Band“ und Rouven Dorn von powermetal.de hält es für „einen weiteren Meilenstein […], der nicht nur auf ein Neues beweist, dass ein jedes Album der Schweden absolut eigenständig ist, sondern vielleicht auch eine der besten musikalischen Verbindungen zwischen den Siebzigern und dem metallischen einundzwanzigsten Jahrhundert darstellt.“